# Branch Lake
Branch Lake är en sjö i Kanada.   Den ligger i countyt Haliburton County och provinsen Ontario, i den sydöstra delen av landet, 200 km väster om huvudstaden Ottawa. Branch Lake ligger 392 meter över havet. Arean är 0,25 kvadratkilometer. Den sträcker sig 0,5 kilometer i nord-sydlig riktning, och 1,0 kilometer i öst-västlig riktning.
I omgivningarna runt Branch Lake växer i huvudsak blandskog. Runt Branch Lake är det mycket glesbefolkat, med 3 invånare per kvadratkilometer.